# Estadio Carlos Tartiere (2000)
El Estadio Municipal Carlos Tartiere —de nombre idéntico al antiguo— es un estadio de fútbol localizado en la ciudad Oviedo, España. En él, el Real Oviedo disputa sus encuentros como local y tiene capacidad para 30 500 espectadores, todos ellos sentados. Además, cuenta con un palco de honor y más de 200 asientos VIP. El estadio está calificado con la categoría 3 de la UEFA (siendo la categoría 4 la más alta). Recibe el nombre de Carlos Tartiere en honor al primer y más emblemático presidente de la historia del Real Oviedo.
El Tartiere ha acogido tres partidos de la selección española (que se suman a los cuatro que acogió el antiguo estadio, lo que supone un total de siete partidos disputados en la ciudad), un partido de la selección española sub-21 y un partido de la selección asturiana. 
El estadio es el recinto deportivo más grande de Asturias y ha registrado las mayores asistencias a espectáculos deportivos en Asturias en el siglo XXI, tanto en el derbi asturiano de 2001 en Segunda División (30.000 espectadores aprox.) como en el partido de vuelta de la final del playoff de ascenso a Primera División en la temporada 2024/2025 ante el CD Mirandés (29.674 espectadores).

## Historia
Fue inaugurado oficialmente el 20 de septiembre de 2000 con un partido amistoso entre el Real Oviedo y el F. K. Partizan Belgrado. El encuentro coincidió con las fiestas de San Mateo y acudieron unas 15.000 personas. Antes del partido se produjeron diversos actos y todos los equipos que componen la entidad fueron saltando al campo para ser presentados ante la afición. El saque de honor fue realizado por el exjugador del Oviedo Antón. El amistoso terminó con victoria 0-2 para el Partizan. Al final del encuentro hubo una descarga de fuegos artificiales. 
Sin embargo, el día 17 ya se había hecho de forma oficiosa en un partido de Liga de Primera División entre el Oviedo y la U. D. Las Palmas. La afluencia de gente fue considerable, en torno a las 22.000 personas, cifra muy superior a las entradas registradas en el antiguo Carlos Tartiere. El primer gol en este estadio lo anotó el jugador de Las Palmas Robert Jarni de penalti y el partido terminó con empate 2-2. Las Palmas entregó una placa al Oviedo por el estreno del campo y se guardó un emotivo minuto de silencio en memoria de Dubovsky, jugador del Real Oviedo fallecido en verano mientras estaba de vacaciones en Tailandia. Los futbolistas saltaron al campo con camisetas blancas en las que estaba escrita la leyenda: "Dubovsky no te olvidamos". 
El nuevo estadio fue objeto de diversas críticas, entre ellas la ubicación, que cuenta con accesos inadecuados para grandes afluencias de público y poco idóneos para evacuaciones y casos de emergencia, y el terreno sobre el que está emplazado, el cual no es idóneo para el correcto mantenimiento del césped al ser un entorno húmedo y con pocas horas de luz del sol directa, principalmente durante el invierno. Sin embargo, Emilio Llano, uno de los arquitectos, defiende que «la ubicación es de manual» y que «el problema puede estar en el propio césped, pero no en el subsuelo».
En los últimos años se han realizado una serie de mejoras que incluyen: sucesivos cambios de césped, nuevos accesos por carretera, instalación de un letrero luminoso en la fachada, soterramiento de los banquillos, reforma de las oficinas o nuevos bares en el interior del campo. Además el estadio inicialmente se había construido sin videomarcador pero a los pocos meses, se instaló uno en la esquina sudeste del estadio, que en el año 2023 fue sustituido por dos grandes videomarcadores en lo alto de cada uno de los fondos.

## Instalaciones
El campo tiene un total de ocho vestuarios para equipos, entrenadores y árbitros. El vestuario del equipo local cuenta con una zona de aguas. En esta parte del edificio también hay un espacio para clínica y otro para control antidopaje.
- Servicios.
- Clínica.
- Sala de control antidopaje.
- Zona de catering / cocina. Cafeterías.
- Sala de comunicación y de conductores.
- Despacho de dirección y secretaría.
- Consigna y atención al público.
- Cocinas y salas de trabajo.
- Almacén de logística y almacén de material.
- Gimnasio equipado con sala de calentamiento y máquinas de musculación.
- Centro de transformación y grupo electrógeno.
- Zona Club: despacho director y secretario, sala de reuniones, catering, zona museo-exposición y tienda.
- Cabinas insonorizadas y puestos de trabajo.

### Sectores del estadio
El estadio está dividido en diferentes zonas:
- Sector norte: Anillo Azul norte, Fondo Norte 1926 (grada de animación), Tribuna Teatinos y Tribuna Naranco.
- Sector sur: Anillo Azul sur, Tribuna Buenavista, Tribuna Aramo y sector visitante.
- Sector este: Anillo Azul este, Tribuna Lángara y Tribuna Ería.
- Sector oeste: Anillo Azul oeste, Tribuna Herrerita y Tribuna Presidencial (incluye palcos presidenciales).

### Puertas del estadio
Varias puertas del estadio han sido nombradas en honor a jugadores históricos del club:
- Puerta 1: Óscar
- Puerta 2: Toni Cuervo
- Puerta 3: Juan Manuel
- Puerta 4: Paquito
- Puerta 5: Tensi
- Puerta 6: Falín
- Puerta 8: Sánchez Lage
- Puerta 9: Lángara
- Puerta 10: Herrerita
- Puerta 11: Emilín
- Puerta 20: Lalo
- Puerta 34: Marianín

### Funcionalidades
- Vallas o pantallas transparentes infranqueables instaladas con posibilidad de ser desmontadas siempre que se considere oportuno.
- Accesibilidad total para discapacitados.
- El estadio lo rodean cuatro torres rectangulares en cada una de las esquinas, alojando comunicaciones y servicios para el público en general.
- Acceso de jugadores, árbitros, organización, autoridades, VIPS, en autocar o en coche hasta zonas reservadas y cubiertas.
- Aspectos de seguridad como Centro de Control, fosos, instalaciones antivandálicas y automáticas.
- 4 vestuarios para futbolistas, 2 para entrenadores y 2 para árbitros.
- Sala de asistencia médica y masajes, sala de utillaje, sala de árbitros y aula de formación, despachos de entrenadores, sala de espera.
- Cabinas de prensa y control de comunicaciones, zona mixta prensa-participantes, sala de conferencias, oficinas y servicios generales TV, sala de radio, sala de prensa, dos salas de reproducción de resultados, sala de edición de resultados, vestíbulo VIPS, accesos por escalera y ascensor.

## Galería de imágenes

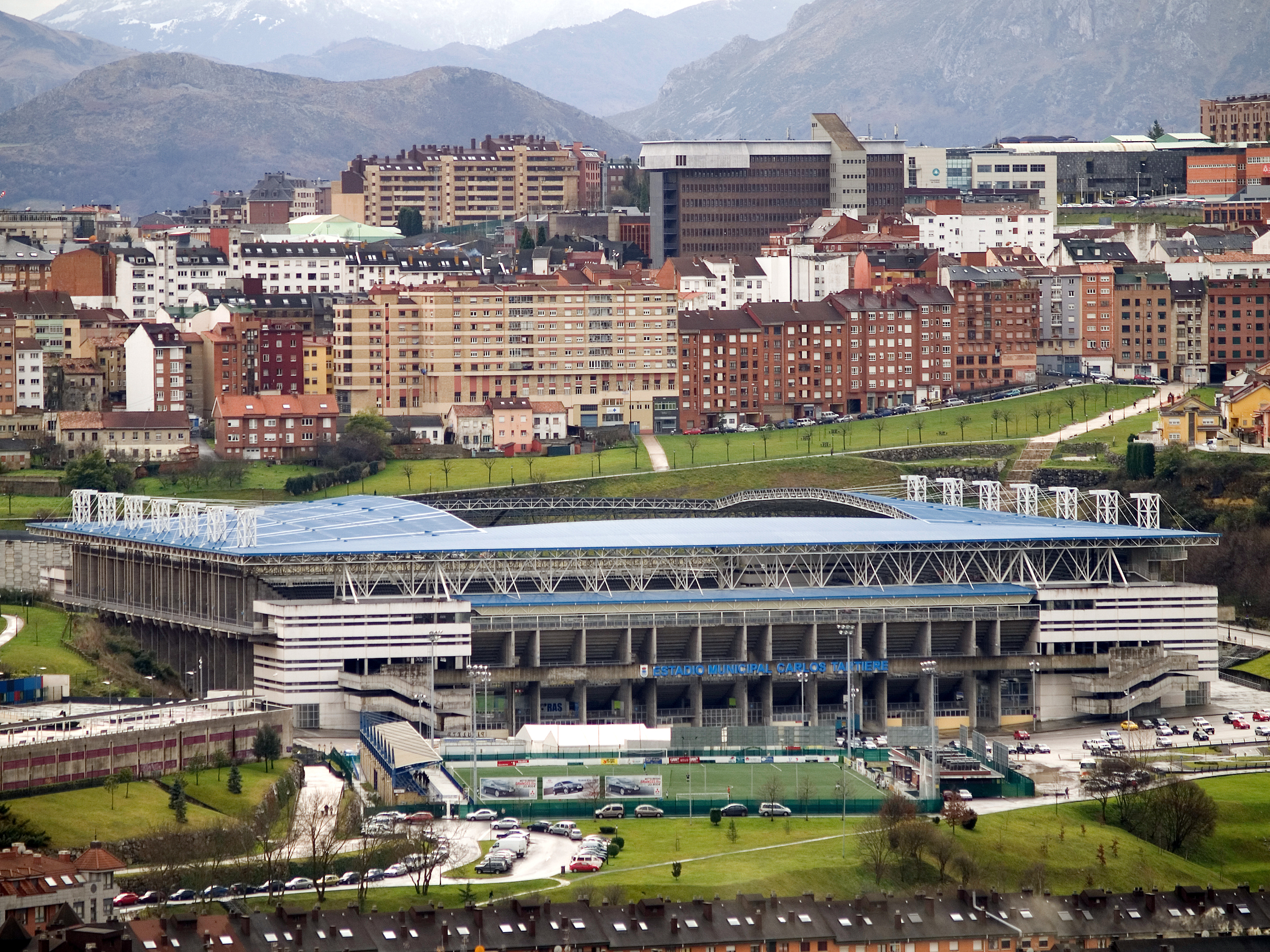
El nuevo estadio Carlos Tartiere visto desde el Monte Naranco.
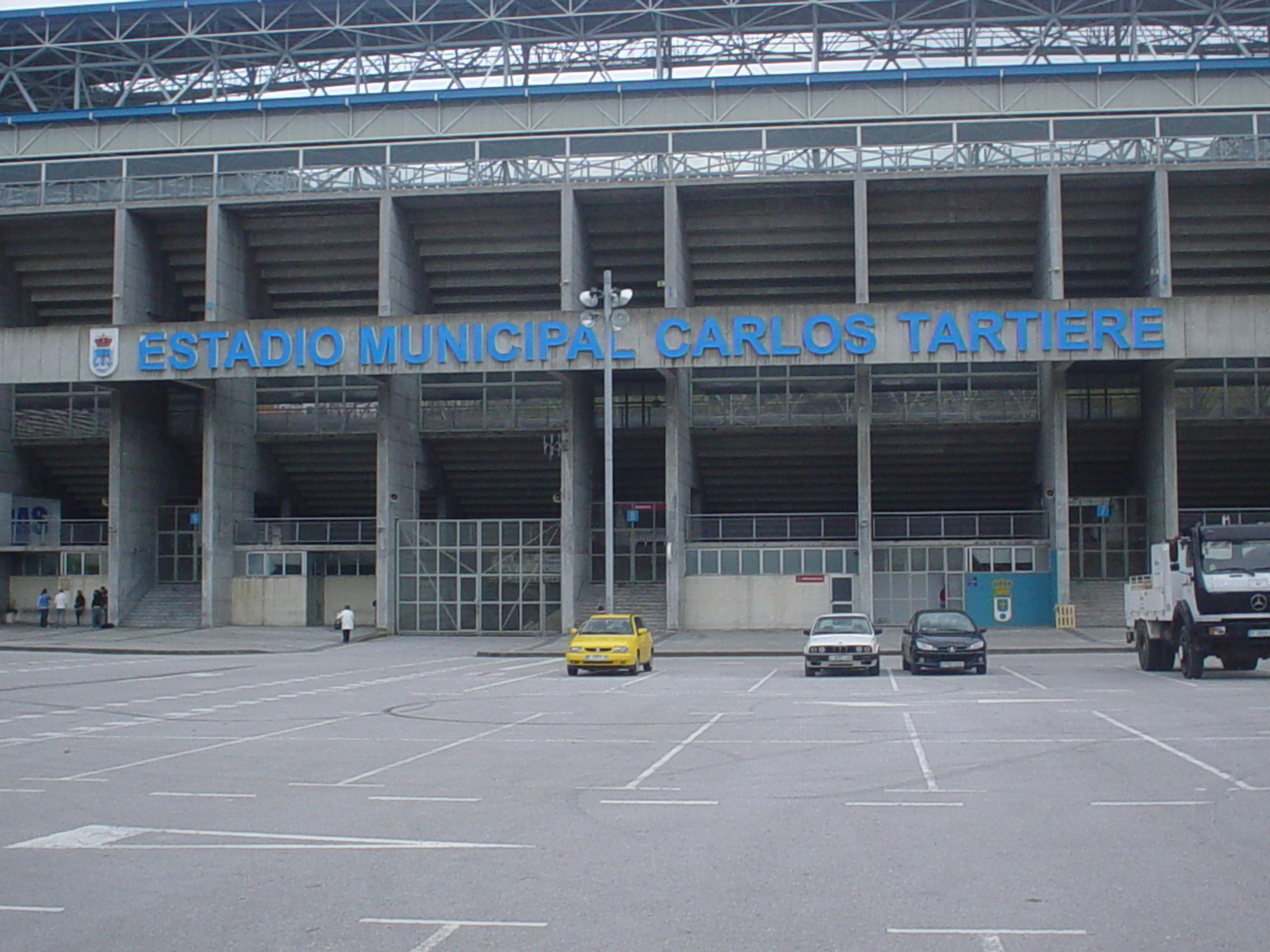
Fachada principal del estadio Carlos Tartiere.
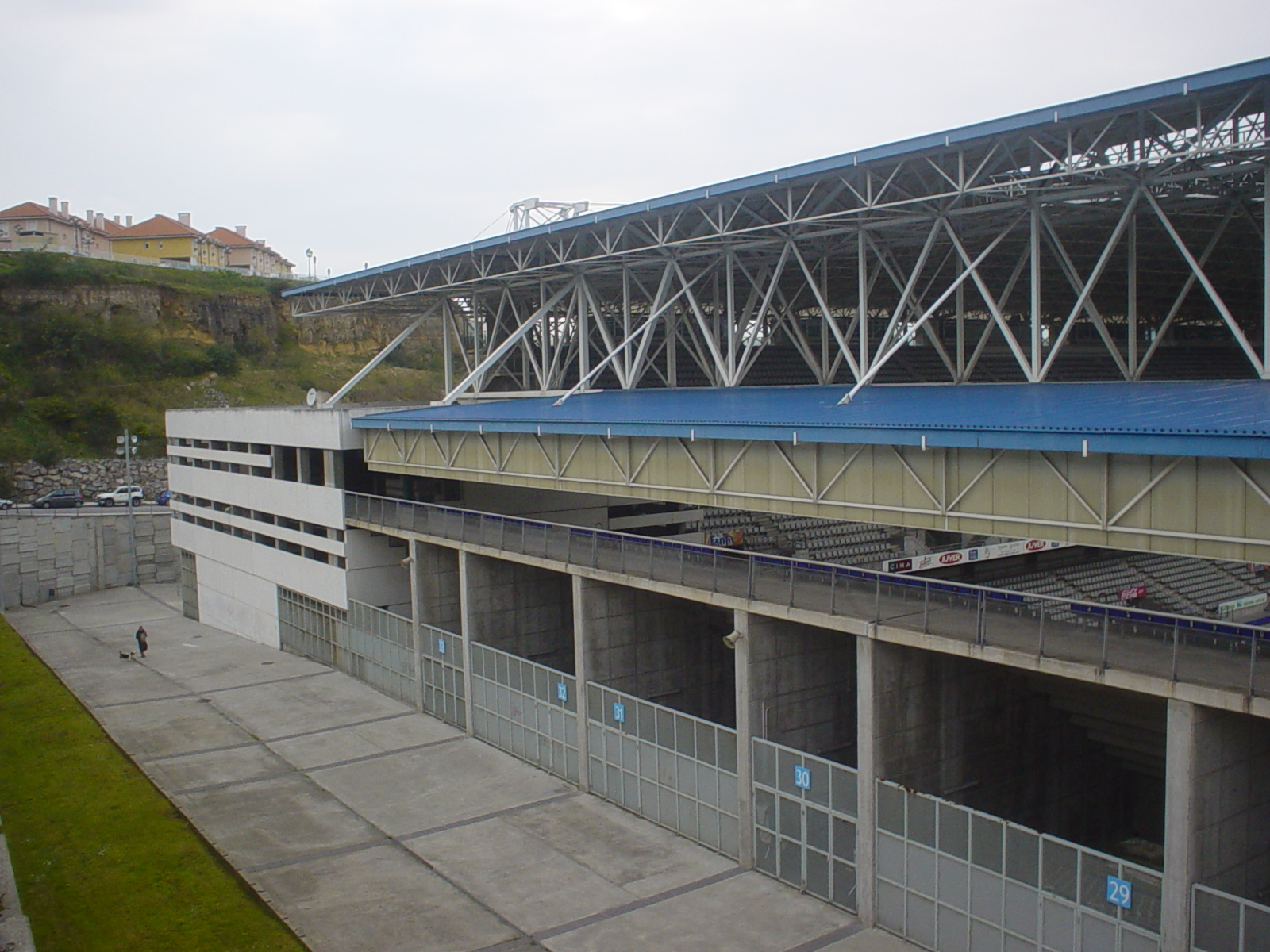
Aspecto exterior del estadio Carlos Tartiere.

## Museo del Real Oviedo
El Museo del Real Oviedo, que ocupa algo más de 700 metros cuadrados, está ubicado en la planta baja del estadio Carlos Tartiere y ofrece la posibilidad de conocer la historia de uno de los clubs con más solera del fútbol español.
El visitante del Museo del Real Oviedo podrá conocer los orígenes del fútbol en Oviedo, así como dos de los equipos más representativos de la ciudad en las primeras décadas del siglo XX, el Stadium y el Deportivo, cuya fusión dio lugar al Real Oviedo en 1926. Numerosas imágenes ilustran las más de nueve décadas de vida del club; los tiempos dorados, cuajados de éxitos, y los años de dura lucha por la supervivencia.
Cromos, álbumes, carnés de abonado, entradas y otros objetos de los pasados años 20 en adelante ilustran la visita al museo. Un apartado especial lo ocupan los numerosos libros publicados sobre el Real Oviedo desde 1940 hasta la actualidad. Del mismo modo, cuentan con un espacio propio los 16 jugadores del Real Oviedo que defendieron la camiseta de la selección española absoluta.
La sala de trofeos ofrece la visión de más de un centenar de copas logradas por el Stadium, el Deportivo y el Real Oviedo, tanto en competiciones oficiales como en torneos amistosos.

## Asistencia en liga
Esta es una lista de la asistencia de espectadores al Carlos Tartiere en los partidos de liga y de promoción del Real Oviedo. 
Según datos oficiales, el estadio ha registrado dos llenos absolutos a lo largo de su historia, aunque cabe puntualizar que el conteo de espectadores por entonces no estaba automatizado como en la actualidad, por lo que son datos aproximados: en la temporada 2001-2002 en el derbi contra el Sporting de Gijón en Segunda División y en el playoff de Segunda División B en la temporada 2014-2015 contra el Cádiz CF. Se rozó en otras ocasiones, como en la final del playoff de ascenso a Primera de la temporada 2024/25  frente al CD Mirandés (29.624 espectadores), en la última jornada de liga de Segunda División de esa misma temporada ante el Cádiz CF (29.418 espectadores) o contra el Real Madrid en 2001 (29.000 espectadores). 
Fue clausurado una vez por el Comité de Competición en la temporada 2002-2003, cuando durante la celebración de un gol en un derbi contra el Sporting, se produjo una avalancha al ceder una valla del fondo norte. El partido para el que fue clausurado fue la última jornada de liga contra el Levante, cuando el Oviedo ya estaba descendido a Segunda División B. Ese partido no está incluido en las estadísticas. Se jugó en el Estadio Román Suárez Puerta de Avilés ante 1.500 espectadores. 
| Temporada                  | Total   | Más alta | Más baja | Media  |
| -------------------------- | ------- | -------- | -------- | ------ |
| 2000–01 Primera División   | 452.200 | 29.000   | 16.500   | 23.800 |
| 2001–02 Segunda División   | 319.050 | 30.500   | 7.531    | 15.193 |
| 2002–03 Segunda División   | 221.797 | 12.898   | 7.180    | 11.090 |
| 2003–04 Tercera División   | 149.900 | 20.127   | 3.867    | 7.138  |
| 2004–05 Tercera División   | 154.643 | 21.000   | 4.321    | 7.364  |
| 2005–06 Segunda División B | 120.188 | 8.622    | 3.879    | 6.326  |
| 2006–07 Segunda División B | 98.912  | 6.935    | 1.000    | 5.206  |
| 2007–08 Tercera División   | 111.090 | 23.915   | 1.000    | 5.847  |
| 2008–09 Tercera División   | 117.504 | 27.214   | 4.000    | 5.875  |
| 2009–10 Segunda División B | 174.330 | 20.136   | 5.983    | 8.717  |
| 2010–11 Segunda División B | 115.690 | 8.557    | 4.354    | 6.089  |
| 2011–12 Segunda División B | 126.481 | 10.121   | 5.095    | 6.657  |
| 2012–13 Segunda División B | 213.221 | 20.635   | 5.650    | 10.153 |
| 2013–14 Segunda División B | 145.521 | 15.132   | 4.506    | 8.085  |
| 2014–15 Segunda División B | 289.205 | 30.500   | 8.759    | 13.772 |
| 2015–16 Segunda División   | 291.670 | 22.634   | 8.137    | 13.889 |
| 2016–17 Segunda División   | 284.508 | 18.281   | 8.098    | 13.548 |
| 2017–18 Segunda División   | 294.062 | 25.996   | 10.312   | 14.003 |
| 2018–19 Segunda División   | 282.031 | 23.175   | 5.683    | 13.430 |
| 2019–20 Segunda División*  | 195.998 | 20.499   | 8.667    | 13.067 |
| 2020–21 Segunda División*  | 0       | 0        | 0        | 0      |
| 2021–22 Segunda División*  | 225.383 | 21.729   | 5.769    | 10.733 |
| 2022–23 Segunda División   | 284.495 | 24.574   | 9.110    | 13.547 |
| 2023–24 Segunda División** | 434.861 | 29.297   | 12.119   | 18.907 |
| 2024–25 Segunda División** | 489.671 | 29.624   | 16.275   | 21.290 |

*En la temporada 19-20, las cifras de espectadores se corresponden con las primeras 31 jornadas, esta última inclusive, debido a la interrupción de la liga por la pandemia del COVID-19. La siguiente temporada se disputó a puerta cerrada por la misma razón. A comienzos de la temporada 21-22, también existieron restricciones de aforo.
**Incluyen los partidos de playoff.

## Récords de asistencia a nivel nacional
- Récord de asistencia a un partido regular de Segunda División B: 27.035 espectadores (Real Oviedo - UD Somozas, 2015)
- Récord de asistencia a un partido regular de Tercera División: 16.573 espectadores (Real Oviedo - Oviedo ACF, 2004)
- Récord de asistencia a un partido de playoff de ascenso de Tercera División: 27.214 espectadores (Real Oviedo - Mallorca B, 2009)

También cabe destacar una de las mejores entradas de la historia en un playoff de Segunda División B, en el Real Oviedo - Cádiz en 2015, cuando se dio un lleno en el Carlos Tartiere (30.500 espectadores).

## Partidos internacionales

### Selecciones absolutas
- Partidos amistosos:

| 23 de diciembre de 2000 | Asturias    | 1 - 0   | Macedonia |                                                                           |                                                                           |
|                         | Juanele 50' | Reporte |           | Asistencia: 25.000 espectadores Árbitro(s): M. Mejuto González (Asturias) | Asistencia: 25.000 espectadores Árbitro(s): M. Mejuto González (Asturias) |

- Fase de clasificación para la Copa Mundial de Fútbol de 2002:

| 2 de junio de 2001 | España                                                      | 4 - 1   | Bosnia y Herzegovina |                                                                        |                                                                        |
|                    | Hierro 26' · Javi Moreno 76' · Raúl 89' · Diego Tristán 92' | Reporte | Bešlija 41'          | Asistencia: 28.000/30.000 espectadores Árbitro(s): Roy Olsen (Noruega) | Asistencia: 28.000/30.000 espectadores Árbitro(s): Roy Olsen (Noruega) |

- Fase de clasificación para la Eurocopa 2008:

| 12 de septiembre de 2007 | España                | 2 - 0   | Letonia |                                                                 |                                                                 |
|                          | Xavi 13' · Torres 80' | Reporte |         | Asistencia: 26.000 espectadores Árbitro(s): Alon Yefet (Israel) | Asistencia: 26.000 espectadores Árbitro(s): Alon Yefet (Israel) |

- Fase de clasificación para la Eurocopa 2016:

| 5 de septiembre de 2015 | España                      | 2 - 0   | Eslovaquia |                                                                 |                                                                 |
|                         | Jordi Alba 5' · Iniesta 30' | Reporte |            | Asistencia: 24.000 espectadores Árbitro(s): Damir Skomina (SLV) | Asistencia: 24.000 espectadores Árbitro(s): Damir Skomina (SLV) |

### Selecciones sub-21
- Fase de clasificación para la Eurocopa Sub-21 de 2011:

| 4 de septiembre de 2009 | España                 | 2 - 0   | Polonia |                                                                         |                                                                         |
|                         | Joselu 7' · Parejo 57' | Reporte |         | Asistencia: 12.000 espectadores Árbitro(s): Andre Marriner (Inglaterra) | Asistencia: 12.000 espectadores Árbitro(s): Andre Marriner (Inglaterra) |